# Элевферы
Элевферы (Элевте́ры, Елевтеры, др.-греч. Ἐλευθεραί, лат. Eleutherae) — древний город на границе Аттики и Беотии, в предгорьях Китерона. Крепость в Элевферах наряду с крепостью Эгосфен является самым сохранным древнегреческим фортификационным сооружением на территории современной Греции. Крепость построена в IV веке до нашей эры.
Считается, что именно из Элевфер перешел в Афины культ Диониса Элевферийского, в честь которого праздновались Великие Дионисии. По инициативе Писистрата была перенесёна деревянная статуя Диониса из Элевфер в Афины и устроен теменос Диониса в южной части Акрополя. Элевферы были родиной великого скульптора Мирона, автора знаменитого «Дискобола».